# Irena Grobelna
Irena Bronisława Grobelna, ps. Bronka, Iśka, janka (ur. 28 października 1904 w Warszawie, zm. 18 marca 1979 tamże) – działaczka komunistyczna.

## Życiorys

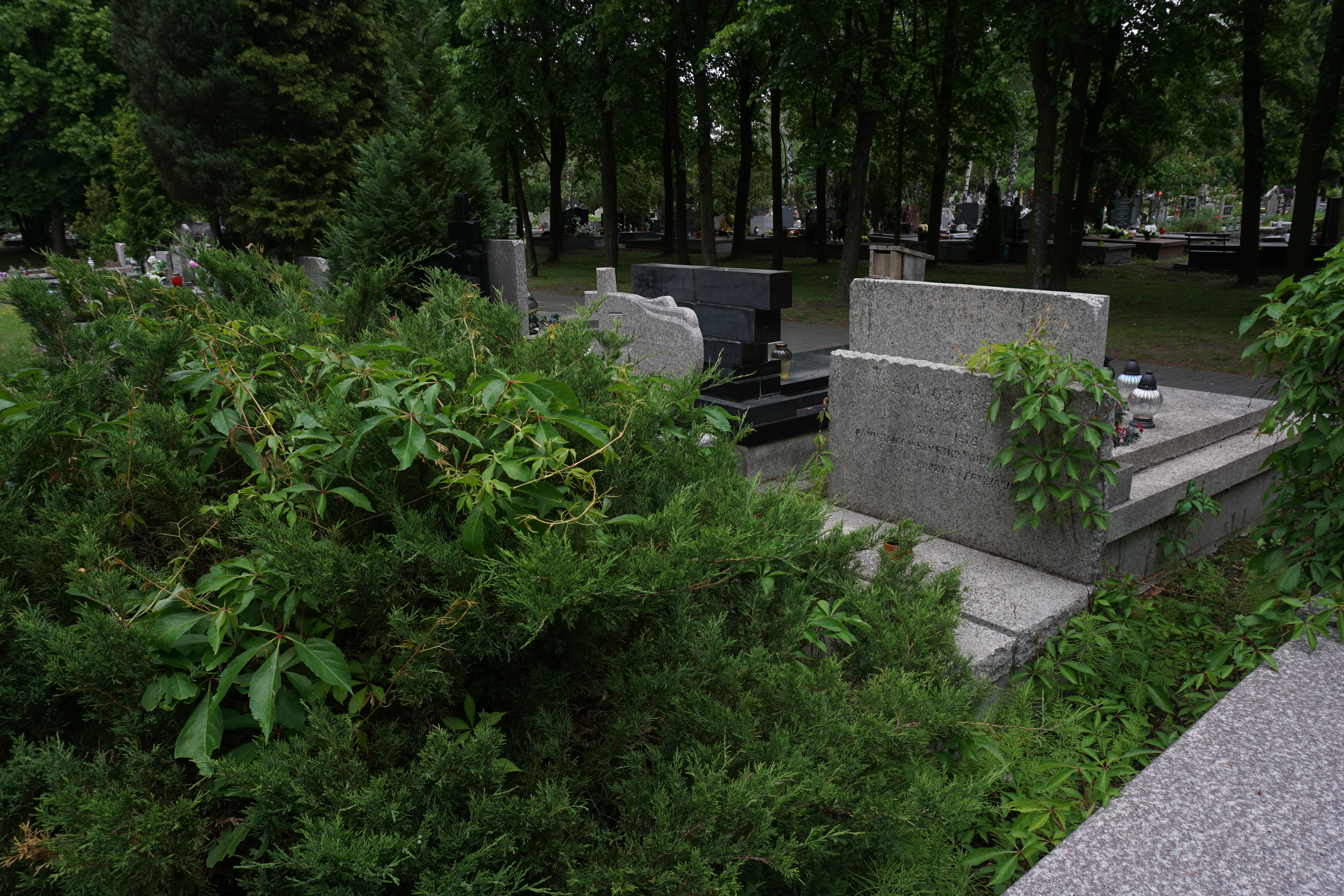
Grób Ireny Grobelnej na cmentarzu komunalnym Północnym

Córka prawnika Daniela Jamiołkowskiego, w wieku 15 lat wskutek konfliktu światopoglądowego z rodziną przeniosła się do Poznania, gdzie utrzymywała się z udzielania korepetycji. Wróciła do Warszawy w 1921, uczyła się w żeńskim gimnazjum, działała w harcerstwie i Organizacji Młodzieży Narodowej. Działała w grupie dążącej do zbliżenia z ruchem komunistycznym, potem przeszła do Organizacji Niezależnej Młodzieży Narodowej. Od sierpnia 1922 w KPRP i Związku Młodzieży Komunistycznej (ZMK) (od 1930 Komunistyczny Związek Młodzieży Polskiej). Po maturze studiowała na wydziale medycznym Uniwersytetu Poznańskiego i została sekretarzem koła ZMK. Brała udział w pracy oświatowej związków zawodowych, kolportowaniu literatury KPP w Komitecie Okręgowym (KO) Pomorsko-Poznańskim i (na polecenie Wydziału Więziennego KPRP/KPP) zajmowała się pomocą dla więźniów-komunistów we Wronkach. We wrześniu 1923 była współzałożycielką Uniwersytetu Robotniczego w Poznaniu, którego została wykładowcą. Relegowana ze studiów za działalność komunistyczną i inwigilowana przez policję, 1924 wróciła do Warszawy, gdzie działała w Wydziale Agitacji i Propagandy Komitetu Warszawskiego ZMK i była członkiem KO KPRP/KPP Warszawa-Podmiejska. W kwietniu 1925 aresztowana w Jeziornie z materiałami partyjnymi, do lipca więziona w tzw. Serbii, oddziale kobiecym Pawiaka. Zwolniona za kaucją przeszła na nielegalną stopę i działała w łódzkim KO KPP jako funkcjonariuszka partyjna, pracując nadal wśród młodzieży. W październiku 1925 nie stawiła się na rozprawę sądową i wyjechała do ZSRR, w Moskwie wstąpiła do WKP(b) z zaliczeniem stażu partyjnego od 1922. Pracowała w Polskim Archiwum Komunistycznym przy KC WKP(b), wspólnie z A. Markowskim napisała szkic O młodzieży w rewolucji 1905 roku w Polsce, potem krótko pracowała w Wydziale Informacyjnym Komitetu Wykonawczego MK, w latach 1926–1932 z przerwą studiowała na wydziale ekonomicznym Instytutu Czerwonej Profesury, a jednocześnie wykładała ekonomię polityczną w Akademii Górniczej i Międzynarodowej Szkole Leninowskiej. Po ukończeniu studiów była wykładowcą w Wyższej Szkole Wojsk Pogranicznych NKWD i brała udział w pracy agitacyjno-propagandowej w moskiewskich fabrykach. W listopadzie 1937 aresztowana i skazana na 10 lat odosobnienia w obozie pracy, zwolniona w 1948, po czym pracowała w Instytucie Meteorologicznym w Komi. 10 grudnia 1948 przyjęta do PPR. W 1949 wróciła do kraju i od marca tego roku pracowała w Szkole Partyjnej przy KC PZPR, gdzie była kierownikiem naukowym Studium Dziennikarskiego i zastępcą kierownika katedry ekonomii politycznej. 11 października 1949 Biuro Organizacyjne KC PZPR mianowana kierownikiem Centralnego Ośrodka Szkolenia Partyjnego PZPR w Warszawie; zorganizowała tę placówkę od podstaw. Od stycznia 1953 dyrektorka Biura Przedmiotów Ideologicznych w Ministerstwie Szkolnictwa Wyższego, od 10 listopada 1956 zastępca pełnomocnika rządu PRL ds. repatriacji w Moskwie, gdzie wykazała dużą energię i ofiarność. Później od 21 sierpnia 1960 do 31 października 1962 była sekretarzem Ambasady PRL w Paryżu, potem radcą ministra w Departamencie II MSZ. Od lipca 1965 na rencie dla zasłużonych.
Zmarła w Warszawie, pochowana na cmentarzu komunalnym Północnym (kwatera E-IV-2-5-16).

## Ordery i odznaczenia
- Order Sztandaru Pracy II klasy (31 lipca 1954)[2]
- Medal 10-lecia Polski Ludowej (15 stycznia 1955)[3]